# Potters Bar
Potters Bar es una localidad inglesa del distrito de Hertsmere, Hertfordshire ubicada a 29 km al norte de Londres. En 2001, su población era de 21 618 habitantes.
La ciudad fue fundada a principios del siglo XIII como pequeño asentamiento hasta la llegada del Ferrocarril Británico en 1850. Actualmente es parte del área metropolitana de Londres.

## Etimología
Los orígenes de la etimología de la ciudad se desconoce, aunque se cree que pudiera aludir a la cerámica de la época romana guardada por la familia Pottere, quienes vivían en la parroquia de South Mimms. El término "Bar" puede referirse, bien a las calles que conectan South Mimms con Enfield Chase o con un túnel en Great North Road.

## Historia
Potters Bar está localizada en la Great North Road, una de las dos carreteras que conectan Londres con la región Norte de Inglaterra. El nombre de la carretera era A1 hasta que le cambiaron el nombre al de A1000. 
Históricamente, la localidad fue parte de Middlesex y establecida como distrito urbano del condado desde 1934. Desde 1894 hasta 1934 el área formó parte del distrito rural de South Mimms. En 1965, el distrito fue transferido a Hertfordshire mientras que la mayor parte de Middlesex pasó a formar parte del Gran Londres.
El distrito urbano se extiende por un área de 6123 acres (24,80 km²). En 1939 su población era de 13 681 y fue creciendo hasta que en 1971 residían 24 613 habitantes. En 1974 desapareció el distrito urbano y su área fue anexionada por Hertsmere. Como parte de Middlesex, el área continuó siendo parte del Distrito Policial Metropolitano hasta la creación de la Autoridad del Gran Londres en el año 2000.

## Infraestructuras y transportes
La carretera A1 fue construida como arteria principal de la ciudad y conecta el área de servicio de Bignells Corner con Barnet - St. Albans road. La ciudad también conecta con las autopistas M23, M24 Y M25.
Los ferrocarriles de National Rail prestan servicio a la localidad a través de la estación de Potters Bar con la línea entre King Cross y York. El First Capital Connect conecta la ciudad con varios puntos de Londres Norte y del Sur antes de llegar a King Cross o a la estación de Moorgate. Hacia el norte, el ferrocarril conecta Potters Bar con Peterborough, Cambridge y Letchworth Garden City entre otras localidades.
Potters Bar también dispone de estación de autobuses que realiza rutas locales o hasta Londres. La línea 84 circula al sur hacía New Barnet y al noroeste a St. Albans.